# Ca n'Oller de la Muntanya
Ca n'Oller de la Muntanya és una obra de Gelida (Alt Penedès) protegida com a Bé Cultural d'Interès Local.

## Descripció
Ampli casal amb teulades a dos vessants, dues plantes i un cos central més elevat, amb d'altres edificis annexos com la masoveria que és del segle xvi amb un rellotge de sol molt interessant, cellers i una capella dedicada a la Mercè, construïda els anys 1920 d'un cos rectangular, a dos vessants i una espadanya, a base de portals i pedres tallades procedents d'edificis antics. La distribució interior és la tradicional: gran entrada amb l'escala al pis superior, menjador amb rentamans, cuina amb rajoles i la sala que distribueix les habitacions al primer pis. A la façana hi figuren uns esgrafiats amb el símbol de la creu els noms de Jesús, Maria, Joseph, i una data incompleta del 179(?).